# جنسی‌سازی، رسانه و جامعه
جنسی‌سازی، رسانه و جامعه (انگلیسی: Sexualization, Media, and Society) یا به اختصار «اس‌ام‌اس» یک ژورنال دانشگاهی است که مقالات آن تحت داوری همتا واقع شده و توسط انتشارات سیج منتشر می‌شود و هدفش فراهم کردن منبعی برای پژوهشگران و فعالان مختلف علاقه‌مند به بررسی انتقادی پدیده رسانه‌های جنسیتی است که بر افراد، روابط آنها، جوامع و محل زندگی‌شان تأثیر می‌گذارد.
این ژورنال را ۵ زن که استاد دانشگاه در زمینه‌های جامعه‌شناسی و روان‌شناسی هستند، پایه‌گذاری و راه‌اندازی کردند.